# Zgrada Srpskog poslanstva na Cetinju
Zgrada srpskog poslanstva smještena je u središtu istorijskog jezgra, na Dvorskom trgu. Diplomatsko predstavništvo Srbije prvobitno je do 1903. godine, bilo smješteno u privatnoj kući u Njegoševoj ulici. Danas se u zgradi nalazi Etnografski muzej Crne Gore.

## Spoljašnje veze
- Prijestonica Cetinje - Znamenitosti